# 붓꽃 (그림)
《붓꽃》(네덜란드어: Irissen, 영어: Irises, 아이리스)은 네덜란드의 화가 빈센트 반 고흐가 그린 여러 붓꽃 그림들 중 하나이며, 그가 사망하기 전 마지막 해인 1890년에 프랑스 생레미드프로방스의 생폴 드모솔 정신 병원에서 그린 일련의 그림 중 하나이다.
반 고흐는 1889년 5월 정신병원에 입원한 지 한 달 만에 병원 정원에서 자연을 그리며 《붓꽃》을 그리기 시작했다. 이 작품에선 그의 후기 작품에서 볼 수 있는 높은 긴장감은 볼 수 없다. 그는 그림을 계속 그리면 자신이 미쳐가는 것을 막을 수 있다고 생각했기 때문에 그림을 "내 병의 피뢰침"이라고 불렀다.
이 그림은 아마도 그의 많은 작품이나 당시 다른 예술가들의 작품과 마찬가지로 일본의 우키요에 목판화의 영향을 받은 것으로 보인다. 뚜렷한 윤곽선, 클로즈업을 통한 특이한 구도, 단조로운 특정 색상(빛의 저하에 따라 모델링되지 않음) 등의 유사점이 있다. 이 그림은 부드러움과 가벼움으로 가득 차 있으며 비극 없이 생명으로 가득 차 있다.
그는 이 그림을 습작으로 여겼는데, 그래서 잘 알려지지 않은 것으로 보인다. 하지만 반 고흐의 동생 테오는 이 그림을 보다 훌륭한 그림으로 여기고 1889년 9월 파리의 독립 예술가 협회(Société des Artistes Indépendants) 연례 전시회에 《론 강의 별이 빛나는 밤》과 함께 재빨리 제출했다. 그는 전시회의 빈센트에게 "(그것은) 멀리서 눈에 띈다. 이리세는 공기와 생명으로 가득 찬 아름다운 학문입니다." 그 그림은 그의 가장 유명한 작품 중 하나이다. 그는 전시회에 관해 빈센트에게 편지를 썼다. "《붓꽃》은 멀리서 봐도 눈에 띄네요. 《붓꽃》은 공기와 생명으로 가득 찬 아름다운 습작이에요." 이 그림은 그의 가장 유명한 작품 중 하나이다.

## 설명
《붓꽃》의 첫 번째 주인은 미술상인이자 고흐가 초상화를 여러번 그려줬던 줄리앙 탕기 영감(페르)이었다. 1892년에 탕기는 《붓꽃》을 미술 평론가이자 무정부주의자인 옥타브 미르보에게 300프랑에 팔았는데, 그 역시 반 고흐의 첫 번째 지지자 중 한 명이었다. 후에 미르보는 이 작품을 그의 소설 《하늘에서》의 소재로 사용하기도 했다.

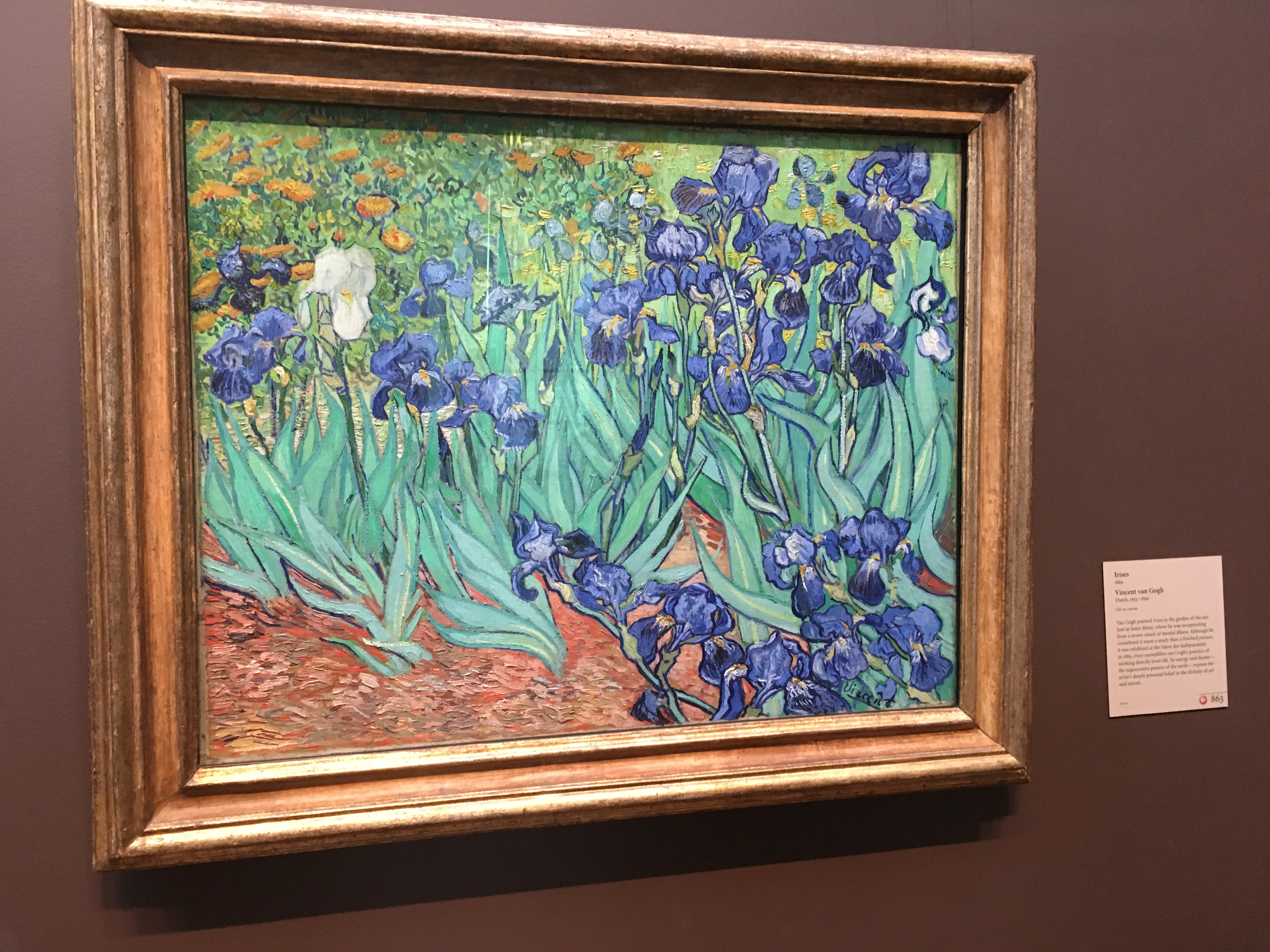
J. 폴 게티 박물관에 전시된 《붓꽃》

《붓꽃》은 1987년에 역대 가장 비싼 그림으로 판매되어 2년 반 동안 기록을 유지했다. 그 후 앨런 본드에게 5390만 달러에 팔렸지만 본드는 그 돈을 지불할 만큼의 여유가 없었다. 후에 《붓꽃》은 1990년 로스앤젤레스의 J. 폴 게티 박물관에 재판매되었다. 《붓꽃》은 2022년에 역사상 가장 비싼 그림 순위 중 인플레이션을 감안한 순위에서 31위를 차지하였으며, 인플레이션의 영향을 무시하면 102위에 해당한다.